# Peter Albert Dueck
Pour les articles homonymes, voir Dueck.
Peter Albert Dueck (5 juillet 1923-19 février 2015) est un homme politique canadien de la Colombie-Britannique. Il est député provincial créditiste de la circonscription britanno-colombienne de Central Fraser Valley de 1986 à 1991 et de Matsqui de 1991 à sa démission en 1993. Il est ministre dans les cabinets de Bill Vander Zalm et de Rita Johnston.

## Biographie
Né à Aliessovo à Orenbourg en Union soviétique, il immigre avec sa famille à Coaldate en Alberta alors qu'il est âgé de trois ans en 1926. Avec sa conjointe Helen, il s'installe à Abbotsford où il est cofondateur du concessionnaire automobile MSA Motors en 1951. Il gère par la suite une entreprise d'agence immobilière et de firmes d'assurances.

## Carrière politique
Dueck entame un carrière politique en siégeant comme conseiller municipal de Matsqui (en).
Entrant en politique provinciale en 1986, il est l'un des cinq ministres socred (Social Credit), avec Jack Kempf, Cliff Michael, Bill Reid (en) et Bud Smith (en), lorsque le gouvernement créditiste et le premier ministre Vander Zalm lors du scandale de l'affaire Fantasy Garden.

## Ministre de la Santé
Dueck est ministre de la Santé lorsque la Cour suprême du Canada légalise l'avortement et également lors de l'augmentation des cas de VIH / SIDA. Il démissionne du ministère en mai 1990 en raison d'une augmentation des dépense dans son ministère sous l'action du sous-ministre, Stan Dubas. Bien que Dueck nie être au courant de la situation, il en accepte la responsabilité.

## Éducation supérieure
Il revient au cabinet en mai 1991, dans le gouvernement de Rita Johnston, après une enquête de la GRC le disculpant d'actes répréhensibles dans le scandale des dépenses. Au ministère de l'Éducation supérieure, il change le statut du collège Fraser Valley d'Abbotsford à celui d'université-collège pour devenir l'université de la Vallée de Fraser.

## Réélection et démission
Réélu en 1991, Dueck est le seul député créditiste élu dans vallée du Fraser.
En février 1992, il siège comme député indépendant jusqu'à sa démission en novembre 1992.